# Белте, Рихард
Ри́хард Бе́лте (латыш.  Rihards Belte; род. 21 января 1949, Латвия) — советский и латвийский актёр, театральный деятель.

## Биография
Рихард Белте родился 21 января 1949 года в небольшом посёлке Панемуне Бауского района в крестьянской семье.
Окончил 13-е профессионально-техническое училище в Риге (1967). Учился в Народной студии киноактёра Рижской киностудии (1972—1975). Актёр Лиепайского театра (1974—1991), директор и художественный руководитель Лиепайского кукольного театра (с 1989 года).
Женат на актрисе Инесе Белте.

## Творчество

### Роли в театре

#### Лиепайский театр
- 1974 — «Продавец дождя» Н. Ричарда Нэша — Ноа
- 1976 — «Наша новая учительница» Георгия Полонского — Майданов
- 1979 — «Сага о Форсайтах» по произведениям Джона Голсуорси — Монти Дарти
- 1979 — «Дикие люди» Екаба Яншевского — Гренинген
- 1980 — «Где оборотень?» Е. Уоллеса — Билл
- 1981 — «Энергичные люди» Василия Шукшина — Автор
- 1983 — «Смотрите, кто пришёл!» Владимира Арро — Левада
- 1985 — «Айя» Яниса Яунсудрабиня — Юрис
- 1985 — «Третье слово» Алехандро Касона — Рольдан
- 1985 — «Шальной барон Бундулс» Екаба Зейболта — Скрапитис
- 1986 — «Родина» Е. Яншевского — Спруктс
- 1989 — «Женитьба Путры Дауки» К. Иевиньша — Юрис
- 1990 — «Ночная тьма» Робера Тома по роману Агаты Кристи — Симоно

### Фильмография
- 1982 — Забытые вещи — посетитель с клеткой